# 第31屆日本電影學院獎
第31回日本電影學院獎于2008年2月15日在グランドプリンスホテル新高輪国際館パミール公布获奖名单并举行颁奖仪式。

## 最優秀作品奖
- 《東京鐵塔：老媽和我，有時還有老爸》

### 優秀作品奖
- 《永遠的三丁目的夕陽2》
- 《如月疑雲》
- 《即使這樣也不是我做的》
- 《眉山-びざん-》

## 最優秀动画作品奖
- 《惡童》

### 優秀动画作品奖
- 《福音戰士新劇場版：序》
- 《河童之夏》
- 《琴之森》
- 《名偵探柯南：紺碧之棺》

## 最優秀監督奖
- 松冈锭司 （東京鐵塔：老媽和我，有時還有老爸）

### 優秀監督奖
- 犬童一心 （眉山-びざん-）
- 佐藤祐市 （キサラギ）
- 周防正行 （即使這樣也不是我做的）
- 山崎貴 （永遠的三丁目的夕陽2）

## 最優秀脚本奖
- 松尾スズキ （東京鐵塔：老媽和我，有時還有老爸）

### 優秀脚本奖
- 宮藤官九郎 （舞妓哈哈哈）
- 古沢良太 （キサラギ）
- 周防正行 （即使這樣也不是我做的）
- 山崎貴・古沢良太 （永遠的三丁目的夕陽2）

## 最優秀主演男優奖
- 吉岡秀隆 （永遠的三丁目的夕陽2）

### 優秀主演男優奖
- 阿部貞夫 （舞妓哈哈哈）
- 小田切让 （東京鐵塔：老媽和我，有時還有老爸）
- 加瀨亮 （即使這樣也不是我做的）
- 役所廣司 （象の背中）

## 最優秀主演女優奖
- 樹木希林 （東京鐵塔：老媽和我，有時還有老爸）

### 優秀主演女優奖
- 寺岛忍 （《愛の流刑地》）
- 中谷美紀 （《自虐の詩》）
- 仲间由纪惠 （《大奥》）
- 宮澤理惠 （《オリヲン座からの招待状》）

## 最優秀助演男優奖
- 小林薰 （東京鐵塔：老媽和我，有時還有老爸）

### 優秀助演男優奖
- 柄本明 （やじきた道中 てれすこ）
- 香川照之 （キサラギ）
- 堤真一 （永遠的三丁目的夕陽2）（舞妓哈哈哈）

## 最優秀助演女優奖
- もたいまさこ （即使這樣也不是我做的）

### 優秀助演女優奖
- 堀北真希 （永遠的三丁目的夕陽2）
- 松隆子 （東京鐵塔：老媽和我，有時還有老爸）
- 宮本信子 （眉山-びざん-）
- 藥師丸博子 （永遠的三丁目的夕陽2）

## 話題奖

### 俳優部門
- 新垣結衣 （戀空）

### 作品部門
- キサラギ

## 新人俳優奖
- 瑛士 （咯咯咯鬼太郎）
- 林遣都 （巴特里）
- 三浦春馬 （恋空）
- 新垣結衣 （恋空）
- 内田也哉子 （東京鐵塔：老媽和我，有時還有老爸）
- 夏帆 （天然コケッコー）
- 北乃紀伊 （幸福な食卓）

## 最優秀音楽奖
- 大島ミチル （眉山-びざん-）

### 優秀音楽奖
- 上田禎 （東京鐵塔：老媽和我，有時還有老爸）
- 佐藤直紀 （永遠的三丁目的夕陽2）
- 椎名林檎 （惡女花魁）
- 周防義和 （即使這樣也不是我做的）

## 最優秀摄影奖
- 蔦井孝洋 （眉山-びざん-）

### 優秀摄影奖
- 笠松則通 （東京鐵塔：老媽和我，有時還有老爸）
- 栢野直樹 （即使這樣也不是我做的）
- 木村大作 （憑神）
- 柴崎幸三 （永遠的三丁目的夕陽2）

## 最優秀照明奖
- 疋田ヨシタケ （眉山-びざん-）

### 優秀照明奖
- 水野研一 （東京鐵塔：老媽和我，有時還有老爸）
- 長田達也 （即使這樣也不是我做的）
- 杉本崇 （憑神）
- 水野研一 （永遠的三丁目的夕陽2）

## 最優秀美術奖
- 部谷京子 （即使這樣也不是我做的）

### 優秀美術奖
- 岩城南海子 （惡女花魁）
- 上條安里 （永遠的三丁目的夕陽2）
- 原田満生 （東京鐵塔：老媽和我，有時還有老爸）
- 吉田孝 （大奥）

## 最優秀録音奖
- 鶴巻仁 （永遠的三丁目的夕陽2）

### 優秀録音奖
- 阿部茂、郡弘道、米山靖 （即使這樣也不是我做的）
- 柿澤潔 （東京鐵塔：老媽和我，有時還有老爸）
- 志満順一 （眉山-びざん-）
- 松陰信彦 （憑神）

## 最優秀編集奖
- 菊池純一 （即使這樣也不是我做的）

### 優秀編集奖
- 上野聡一 （眉山-びざん-）
- 平澤政吾 （舞妓哈哈哈）
- 普嶋信一 （東京鐵塔：老媽和我，有時還有老爸）
- 宮島竜治 （永遠的三丁目的夕陽2）

## 最優秀外国作品奖
- 《來自硫磺島的信》

### 優秀外国作品奖
- 《夢幻女郎》
- 《火線交錯》
- 《髮膠明星夢》
- 《神鬼認證：最後通牒》

## 会長特別奖
- 植木等 （俳優）
- 熊井啟 （監督）

## 協会特別奖
- 柴崎憲治 （音響効果）